# Szczokino
Szczokino (ros. Щёкино) – miasto położone w zachodniej Rosji, w obwodzie tulskim.

## Demografia
- 2006 – 60 351
- 2021 – 56 263[1]